# Indywidualny współczynnik odkształcenia
Indywidualny współczynnik odkształcenia (ang. individual harmonic distortion) – stosunek n-tej harmonicznej przebiegu {\displaystyle A(t)} do harmonicznej podstawowej tego przebiegu co określa się zależnością:
{\displaystyle HD={\frac {A_{n}}{A_{1}}},}
gdzie:
{\displaystyle A_{n}} – skuteczna wartość n-tej harmonicznej,
{\displaystyle A_{1}} – skuteczna wartość podstawowej harmonicznej analizowanego przebiegu.
Wartość tego współczynnika daje najbardziej jednoznaczną ocenę wpływu n-tej harmonicznej na przebieg wypadkowy. Współczynnik ten określa udział n-tej harmonicznej (prądu lub napięcia).